# Château du Bois-Guignot
Pour les articles homonymes, voir Guignot.
Le château du Bois-Guignot est un château situé à Bécon-les-Granits, en France.

## Localisation
Le château est situé dans le département français de Maine-et-Loire, sur la commune de Bécon-les-Granits.

## Historique
L'édifice est inscrit au titre des monuments historiques en 2006.
Il fut remis en état par Irène Maurel de Maillé de la Tourlandry